# Salvador Enríquez
Salvador Enríquez (* im 20. Jahrhundert; † 15. Juli 2021), auch bekannt unter dem Spitznamen El Chavicos, war ein mexikanischer Fußballspieler, der vorwiegend im Mittelfeld agierte.

## Laufbahn
„Chavicos“ Enríquez spielte in den 1960er und 1970er Jahren für die beiden in León beheimateten Vereine Club León und Unión de Curtidores. Mit dem erstgenannten Verein gewann er dreimal den mexikanischen Pokalwettbewerb und zweimal den Supercup.
Nach dem erstmaligen Aufstieg der Curtidores in die höchste Spielklasse (1974) wechselte Enríquez, wie auch einige seiner Mannschaftskameraden aus den Reihen des Club León, zum Stadtrivalen.
Später arbeitete „Chavicos“ Enríquez als Fußballtrainer und betreute unter anderem die U-20-Nachwuchsmannschaft des Club León.
Salvador Enríquez starb im Juli 2021 im Alter von 76 Jahren.

## Erfolge
- Mexikanischer Pokalsieger: 1967, 1971, 1972
- Mexikanischer Supercup: 1971, 1972